# دان فینلی
دان فینلی (انگلیسی: Don Finlay؛ ۲۷ مه ۱۹۰۹ – ۱۸ آوریل ۱۹۷۰ (aged 60)) ورزشکار دو و میدانی اهل بریتانیا بود.
وی همچنین برندهٔ جوایزی همچون مدال صلیب پرواز ممتاز (بریتانیا) شده‌است.
وی در مسابقات کشوری و بین‌المللی در مجموع برندهٔ ۲ مدال طلا، ۱ مدال نقره، ۱ مدال برنز شده‌است.